# Múscul zigomàtic menor
El múscul zigomàtic menor (musculus zygomaticus minor) és un múscul de la cara, un dels dos músculs zigomàtics; l'altre és el zigomàtic major. Es troba a la galta; és petit i en forma de cinta.
En el seu origen, s'insereix en la part inferior de la cara externa del pòmul, a la cara malar del pòmul. l'altra extrem s'insereix a la pell del llavi superior.
És innervat per la branca bucal del nervi facial. La seva acció és la d'elevar i abduir la part mitjana del llavi superior.

## Imatges

Posició del múscul zigomàtic menor (en vermell)